# Cryptandra spyridioides
Cryptandra spyridioides är en brakvedsväxtart som beskrevs av F. Müll.. Cryptandra spyridioides ingår i släktet Cryptandra och familjen brakvedsväxter. Inga underarter finns listade i Catalogue of Life.